# Lebesgue-integraal
In de wiskundige analyse geeft de integraal van een positieve functie een nauwkeurige betekenis aan het begrip "oppervlakte onder de kromme". Het eenvoudigste integraalbegrip is gebaseerd op de formulering van Bernhard Riemann en wordt daarom soms riemann-integraal genoemd. De lebesgue-integraal, genoemd naar zijn bedenker Henri Lebesgue, is een constructie die meer functies integreerbaar maakt en die bovendien kan worden gebruikt over andere domeinen dan de reële getallen.
Stellingen die over limieten van integralen gaan, zijn vaak eenvoudiger te formuleren en te bewijzen in termen van de lebesgue-integraal dan met de riemann-integraal.

## Constructie van de lebesgue-integraal
Een overzichtelijke opbouw van de lebesgue-integraal gebeurt in de volgende stappen:
- invoering van meetbare verzamelingen
- definitie van de maat van meetbare verzamelingen, maattheorie
- invoering van meetbare functies
- definitie van de integraal van niet-negatieve meetbare functie
- de integraal van (sommige) andere meetbare functies

### Meetbare verzamelingen
Aan de basis van meetbaarheid liggen intervallen. Een interval kan eenvoudig worden gemeten en heeft zowel lengte als maat. Ook combinaties van intervallen zijn meetbaar. De maattheorie laat zien dat zulke combinaties te vinden zijn in een sigma-algebra of stam. De borelstam van de reële getallen is de kleinste {\displaystyle \sigma }-algebra die alle intervallen bevat en deze bevat dus zeker meetbare verzamelingen.

### Lebesgue-maat
De borelstam wordt uitgerust met een maat, de borelmaat, die uniek vastligt door aan ieder eindig interval als maat zijn lengte toe te kennen en een bepaald soort continuïteit te eisen, namelijk dat voor een dalende rij verzamelingen de limiet van de maten van de rij verzamelingen gelijk is aan de maat van de limiet van de rij. De zo ontstane maatruimte is niet volledig, wat inhoudt dat niet elke deelverzameling van een nulverzameling meetbaar is. De borelstam wordt nu tot de lebesguestam uitgebreid, de kleinste σ-algebra die de borelstam én alle deelverzamelingen van borel-nulverzamelingen omvat. De borelmaat kan op eenduidige wijze worden uitgebreid tot de hele lebesguestam en heet dan lebesgue-maat.

### Meetbare functie
Een functie {\displaystyle f:\mathbb {R} \to \mathbb {R} } heet (lebesgue-)meetbaar als {\displaystyle f} de lebesgue-stam respecteert, wat wil zeggen dat het inverse beeld van een meetbare verzameling steeds meetbaar is.
Men kan het bestaan aantonen van verzamelingen en functies die niet lebesgue-meetbaar zijn. De meeste reële functies die in alledaagse toepassingen opduiken, zijn evenwel meetbaar.

### Integraal van een meetbare functie
De (lebesgue)integraal van een meetbare functie wordt achtereenvolgens gedefinieerd voor:
- indicatorfuncties
- enkelvoudige functies
- niet-negatieve meetbare functies
- (sommige) algemene meetbare functies

De indicatorfunctie van een meetbare verzameling {\displaystyle A}, genoteerd {\displaystyle 1_{A}}, neemt de waarde 1 aan op alle elementen van {\displaystyle A} en 0 overal elders.
De integraal van {\displaystyle 1_{A}} is per definitie gelijk aan de maat van {\displaystyle A}: {\displaystyle \int 1_{A}\ {\rm {d}}\mu =\mu (A)}
De maat van {\displaystyle A}, dus ook de integraal van {\displaystyle 1_{A}}, kan eventueel oneindig zijn.

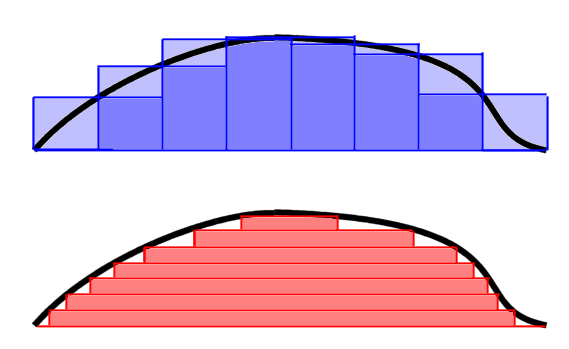
Integraal van een positieve continue, dus meetbare, functie
Riemannintegraal
Benadering van de Lebesgue-integraal door een enkelvoudige functie

Een enkelvoudige functie is een eindige lineaire combinatie van indicatorfuncties met positieve coëfficiënten {\displaystyle a_{i}}:
{\displaystyle f(x)=\sum _{i=1}^{n}a_{i}1_{A_{i}}(x)}
Zonder verlies van algemeenheid kan verondersteld worden dat de deelverzamelingen {\displaystyle A_{i}} paarsgewijs disjunct zijn. De coëfficiënten {\displaystyle a_{i}} zijn dan de mogelijke functiewaarden van {\displaystyle f}.
De integraal van een enkelvoudige functie wordt gedefinieerd als de overeenkomstige lineaire combinatie van de integralen van de betrokken indicatorfuncties (lineariteit):
{\displaystyle \int f\ {\rm {d}}\mu =\sum _{i=1}^{n}a_{i}\int 1_{A_{i}}\ {\rm {d}}\mu =\sum _{i=1}^{n}a_{i}\mu (A_{i})}
Voor een willekeurige niet-negatieve meetbare functie {\displaystyle f} wordt de integraal gedefinieerd door een benadering met integralen van enkelvoudige functies:
{\displaystyle \int f\ {\rm {d}}\mu =\sup\{\int e\ {\rm {d}}\mu \ |\ e\leq f,e{\hbox{ enkelvoudig}}\}}
Ten slotte kan elke reële functie worden geschreven als het verschil van twee niet-negatieve functies:
{\displaystyle f=f^{+}-f^{-}}
waar {\displaystyle f^{+}=\max\{f,0\}} en {\displaystyle f^{-}=\max\{-f,0\}}.
De functie {\displaystyle f} heet integreerbaar als {\displaystyle f^{+}} en {\displaystyle f^{-}} beide een eindige integraal hebben. In dat geval wordt de integraal van {\displaystyle f} gedefinieerd door
{\displaystyle \int f\ {\rm {d}}\mu =\int f^{+}{\rm {d}}\mu -\int f^{-}{\rm {d}}\mu }

### Riemannintegraal
Alle riemann-integreerbare functies zijn lebesgue-integreerbaar en de waarden van de twee integralen stemmen overeen.

### Notatie
In plaats van {\displaystyle \int f\,{\rm {d}}\mu } schrijft men ook wel {\displaystyle \int f(x)\,{\rm {d}}\mu (x)}, hoewel de soms gebruikte notatie {\displaystyle \int f(x)\,\mu ({\rm {d}}x)} een betere keuze is. Aangezien {\displaystyle \mu ({\rm {d}}x)={\rm {d}}x}, wordt dit ook {\displaystyle \int f(x)\,{\rm {d}}x}

## Bijna overal
Definitie: een eigenschap van reële getallen, of in het algemeen, van de elementen van de drager van een maatruimte, geldt bijna overal als de verzameling waar die eigenschap niet geldt een nulverzameling (een verzameling waarvan de Lebesgue-maat gelijk is aan 0) is.
Zo zeggen we dat twee reële functies {\displaystyle f} en {\displaystyle g} bijna overal gelijk zijn, als
{\displaystyle \mu (\{x|f(x)\neq g(x)\})=0}
De hoofdstelling van de integraalrekening geldt voor de lebesgue-integraal in de volgende vorm:
Als {\displaystyle f} een lebesgue-integreerbare functie is, en {\displaystyle a} een willekeurig reëel getal, dan is de primitieve functie
{\displaystyle F:\mathbb {R} \to \mathbb {R} \ :\ x\mapsto \int f\cdot 1_{[a,x]}\ {\rm {d}}\mu }
bijna overal differentieerbaar en haar afgeleide is bijna overal gelijk aan {\displaystyle f}.

## Integraal van een limietfunctie
In het algemeen mogen limieten en integralen, en in het bijzonder reekssommen en integralen, niet zonder meer worden verwisseld.

### Tegenvoorbeeld
Voor {\displaystyle n=1,2,\ldots } zijn de functies {\displaystyle f_{n}} gegeven door:
{\displaystyle f_{n}(x)={\begin{cases}2^{n}&{\mbox{als }}2^{-n}\leq x\leq 2\cdot 2^{-n}\\&\\0&{\mbox{elders}}\end{cases}}}
dan is voor elk getal {\displaystyle x} afzonderlijk, {\displaystyle f_{n}(x)=0} voor voldoende grote {\displaystyle n}. De limietfunctie is dus niet alleen bijna overal, maar zelfs overal 0. De afzonderlijke integralen zijn echter constant en verschillend van 0:
{\displaystyle \int f_{n}\ {\rm {d}}\mu =2^{n}\cdot \left(2^{1-n}-2^{-n}\right)=1}
De stelling van de gedomineerde convergentie en de stelling van de monotone convergentie geven voldoende voorwaarden opdat de integraal van een limiet gelijk is aan de limiet van de integralen.